# Schwarzer See (Mildenitz)
Der Schwarze See liegt in der Sternberger Seenlandschaft etwa 14 Kilometer südöstlich von Sternberg und vier Kilometer südöstlich von Borkow im Landkreis Ludwigslust-Parchim in Mecklenburg-Vorpommern.
Der See liegt im Gemeindegebiet von Borkow und grenzt mit seinem Süd- und Ostufer an das Gemeindegebiet von Dobbertin. Er befindet sich in einer naturbelassenen Landschaft im Landschaftsschutzgebiet „Mittleres Mildenitztal“ in der Nähe des Durchbruchstals der Mildenitz. Im nördlichen Teil des Schwarzen Sees gibt es kleinere Buchten. Der See ist etwa 10 Meter tief, über 600 Meter breit und fast 900 Meter lang. Am Westufer mündet der Zufluss vom benachbarten Entensee ein. Mit dem Austreten aus dem Durchbruchstal durchfließt die Mildenitz im Nordosten den Schwarzen See, um ihn nach wenigen Metern wieder zu verlassen. Das Gewässer liegt nördlich einer hügeligen Endmoränenlandschaft, die eine Höhe von 62,1 m ü. NHN erreicht. Das Seeufer ist komplett bewaldet und steigt am Süd- und Südostufer steil an, während die anderen Ufer nur mäßig geneigt oder flach sind.
Im Osten grenzt das Naturschutzgebiet Klädener Plage und Mildenitz-Durchbruchstal an den See.

## Karten
- Wiebekingsche Karte von Mecklenburg 1786.
- Wirtschaftskarte Forstamt Dobbertin 1927/1928.
- Offizielle Rad- und Wanderkarte des Naturparks Nossentiner/Schwinzer Heide, 2010.